# Praha-Troja
Praha-Troja je městská část tvořená větší (a to dolní, jižní) částí katastrálního území Troja, kde leží historické jádro vsi. Zatímco ostatních 56 samosprávných částí hl. m. Prahy vzniklo již v roce 1990, Praha-Troja byla jako jediná zřízena až dodatečně, a to 1. ledna 1992 oddělením od městské části Praha 7. Částečně tak byla obnovena místní samospráva, kterou Troja měla naposledy jako samostatná obec v okrese Karlín před svým připojením k Praze v roce 1922.
Přenesenou působnost pro správní obvod městské části Praha-Troja vykonává městská část Praha 7.